# André Carvalho
André Rodrigues Carvalho (Vila Nova de Famalicão, 31 oktober 1997) is een Portugees wielrenner.

## Carrière
Carvalho won in 2014 en 2015 het Portugees kampioenschap op de weg bij de junioren. In 2018 ging hij rijden voor de Portugese wielerploeg Liberty Seguros-Carglass een jaar later maakte hij de overstap naar Axeon Hagens Berman. Na twee jaar voor deze ploeg gereden te hebben maakte hij in 2021 de overstap naar de Franse World tour ploeg Cofidis.

## Resultaten in voornaamste wedstrijden
| Jaar | Ronde van Italië | Ronde van Frankrijk | Ronde van Spanje |
| ---- | ---------------- | ------------------- | ---------------- |
| 2021 |                  |                     |                  |
| 2022 |                  |                     |                  |
| 2023 |                  |                     | 134e             |

| Jaar | Gent-Wevelgem | Ronde van Vlaanderen | Parijs-Roubaix | Amstel Gold Race | Omloop Het Nieuwsblad | Strade Bianche |  | WK op de weg |
| ---- | ------------- | -------------------- | -------------- | ---------------- | --------------------- | -------------- |  | ------------ |
| 2021 | opgave        | 111e                 | opgave         |                  | 77e                   | 87e            |  | opgave       |
| 2022 | 101e          |                      |                |                  |                       |                |  |              |
| 2023 |               | opgave               | 94e            | opgave           | opgave                | 113e           |  | opgave       |

## Ploegen
- 2018 –  Liberty Seguros-Carglass
- 2019 –  Hagens Berman Axeon
- 2020 –  Hagens Berman Axeon
- 2021 –  Cofidis
- 2022 –  Cofidis
- 2023 –  Cofidis
- 2024 –  Sabgal / Anicolor
- 2025 –  Efapel Cycling

Allegaert · Barceló · Berhane · Bohli · Carvalho · Champion · Consonni · Drucker · Edet · Fernández · Finé · Geschke · Haas · Jesús Herrada · José Herrada · Lafay · Laporte · Martin · Morin · Perez · Périchon · Rochas · Sabatini · Sajnok · Vanbilsen · A. Viviani · E. Viviani · Wallays · Toumire (stagiair) · Zingle (stagiair) · Lebreton (stagiair)
Allegaert · Armée · Bidard · Bohli · Carvalho · Champion · Cimolai · Consonni · Coquard · Delettre · Fernández · Finé · Geschke · Jesús Herrada · José Herrada · Izagirre · Kreder · Lafay · Martin · Perez · Périchon · Renard · Rochas · Sajnok · Thomas · Toumire · Vanbilsen · Villella · Wallays · Walscheid · Zingle · Kolze Changizi (stagiair) · Lecamus-Lambert (stagiair) · Wood (stagiair)
Allegaert · Bidard · Carvalho · Champion · Cimolai · Consonni · Coquard · Delettre · Fernández · Finé · Geschke · Jesús Herrada · José Herrada · Izagirre · Kreder · Lafay · Lastra · Mariault · Martin · Noppe · Perez · Périchon · Renard · Rochas · Thomas · Toumire · Wallays · Walscheid · Wood · Zingle · Gudnitz (stagiair) · Knight (stagiair) · Larmet (stagiair)